# Chronologie de la mécanique des fluides
Cet article présente une frise chronologique des découvertes les plus importantes de l'histoire de la mécanique des fluides.

## Jusqu'auXVIIesiècle

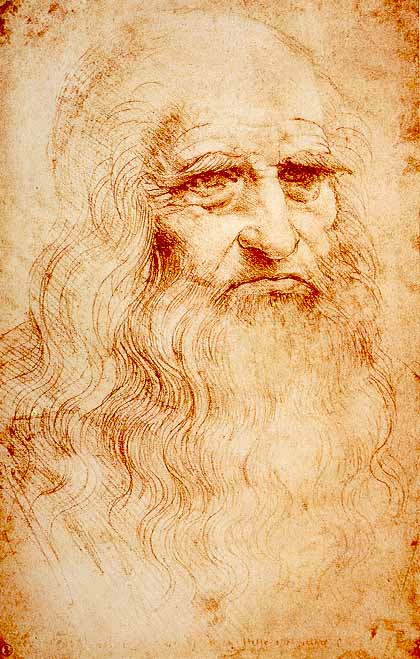
Leonard de Vinci

Durant cette période la recherche du progrès est du domaine technique. Elle concerne la captation et l'acheminement de l'eau et son utilisation dans des machines hydrauliques. Ces techniques se diffusent lentement, quand elles ne sont pas oubliées pour réapparaître quelques siècles plus tard comme le moulin à eau en Europe. Quelques auteurs témoignent de ces progrès.
- Marcus Vitruvius Pollio (Vitruve) décrit diverses installations d'hydraulique (aqueducs, siphon, vis d'Archimède) dans la société romaine au Ier siècle av. J.-C.[1]
- Sextus Iulius Frontinus (Frontin) décrit les techniques utilisées au Ier siècle à Rome pour le transport de l'eau et des effluents et réorganise le système d'aqueducs[2].
- Les trois frères Moussa ibn Shākir (Banou Moussa) publient au IXe siècle une synthèse des travaux grecs sur l'hydraulique et améliorent certaines techniques[3].
- Ibn al-Razāz al-Jazarī (Al-Jazari) décrit les machines hydrauliques automatiques dans le livre de la connaissance des mécanismes ingénieux (1206)[4] et perfectionne l'horloge hydraulique.

Quelques personnages exceptionnels émergent cependant.
- Archimède établit le principe d'Archimède pour les lois de l'hydrostatique (IIe siècle av. J.-C.)[5].
- Héron d'Alexandrie introduit la notion de pression pour les gaz (Ier siècle)[6].
- Léonard de Vinci introduit la méthode expérimentale en mécanique des fluides, la notion de ligne de courant, celle d'onde en surface, de frottement, de conservation du débit (XVe siècle)[7].

## XVIIeetXVIIIesiècles

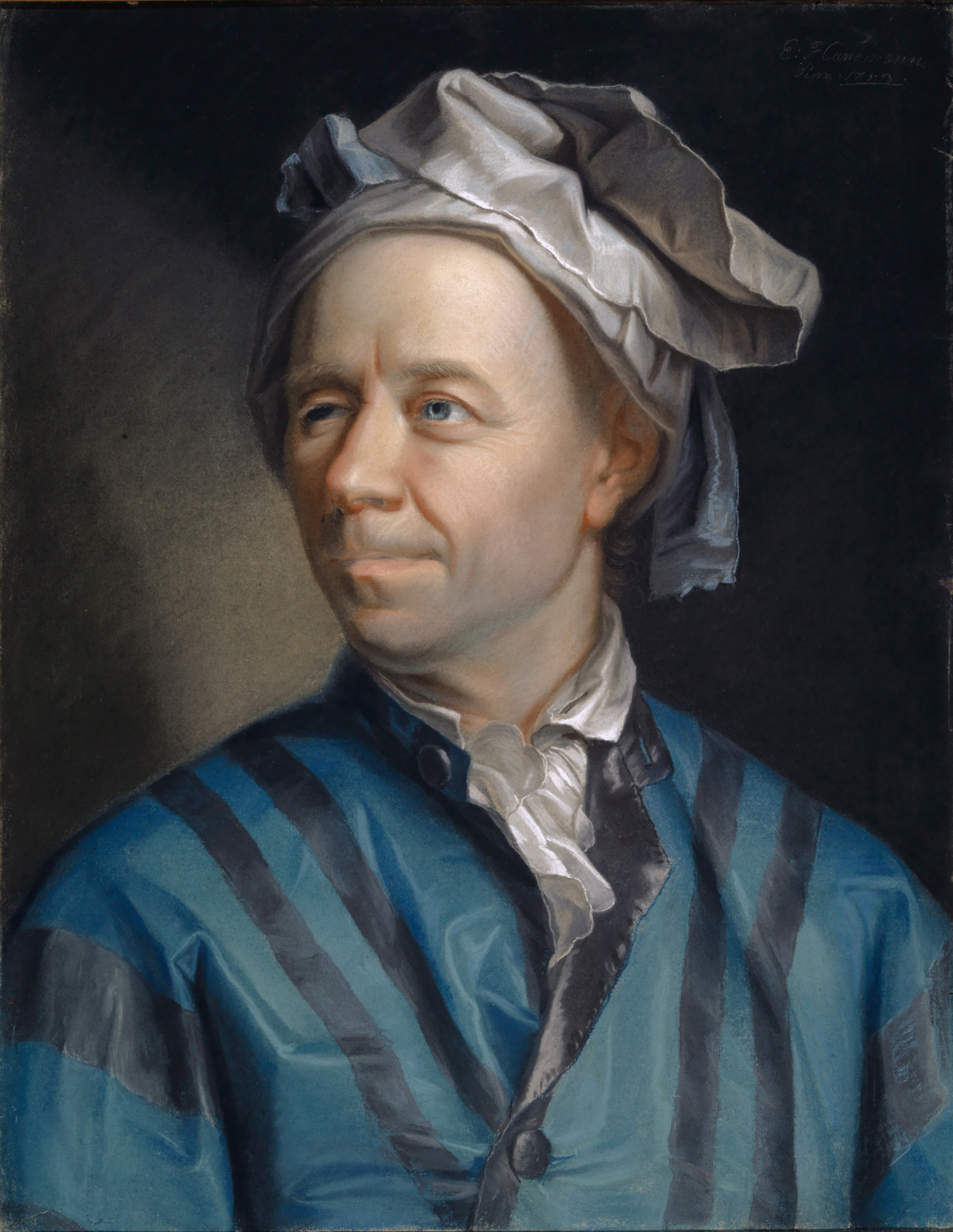
Leonhard Euler

Les grands progrès de cette période accompagnent ceux de l'analyse par les mathématiciens. Ce sont au demeurant les mêmes personnes qui font des mathématiques dans divers domaines et qui analysent les problèmes de mécanique des fluides.
- Evangelista Torricelli explique les effets de la pression atmosphérique sur l'hydraulique en utilisant les lois de la similitude et invente le baromètre (1643)[8].
- Henri Pitot introduit un instrument pour la mesure des vitesses : le tube de Pitot (1732)[9].
- Daniel Bernoulli est l'un des premiers physiciens à utiliser une approche mathématique des écoulements, ce qui le conduit au théorème de Bernoulli (1738)[10].
- À la même époque Jean le Rond d'Alembert introduit la notion de milieu continu et formalise divers problèmes dans son traité de dynamique (1743)[11].
- Leonhard Euler introduit le calcul infinitésimal avec lequel il écrit les équations d'Euler, première description générale des écoulements (1757)[12].
- Pierre-Simon de Laplace écrit une théorie des ondes pour un milieu à surface libre (1776)[13].
- Joseph-Louis Lagrange introduit la notion d'écoulements à potentiel de vitesse, formalise la notion de ligne de courant et précise la notion d'onde dans un fluide à surface libre (1781) [14].

## XIXesiècle

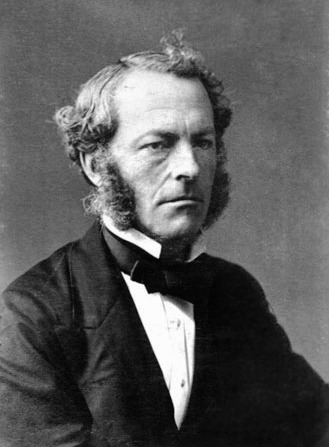
George Stokes

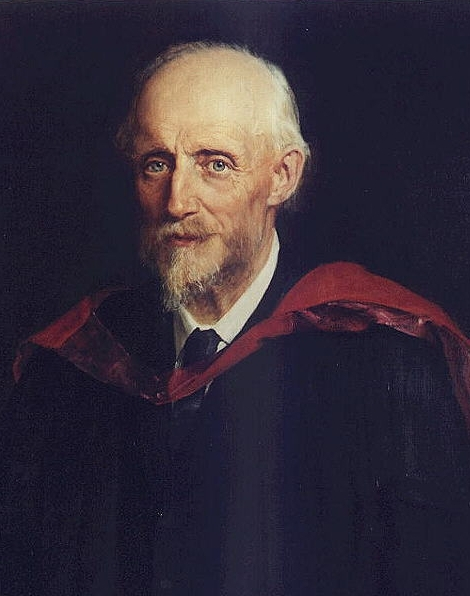
Osborne Reynolds

Durant cette période les mécaniciens des fluides sont devenus des physiciens spécialisés souvent voués à la résolution des problèmes industriels. La méthode expérimentale se développe de manière spectaculaire.
- Henri Navier écrit ce que l'on appelle aujourd'hui les équations de Navier pour les milieux incompressibles qui préfigurent les équations de Navier-Stokes (1823)[15].
- Gotthilf Hagen (1839) et Jean-Léonard-Marie Poiseuille (1842)[16] décrivent indépendamment la loi de l'écoulement en conduite forcée ou loi de Hagen-Poiseuille.
- George Gabriel Stokes écrit les équations de Navier-Stokes pour un fluide incompressible (1845)[17].
- Henry Darcy établit la loi de Darcy pour la perméation de  l'eau dans les milieux poreux (1856)[18].
- Bernhard Riemann montre comment se propagent les ondes dans un milieu fluide. Ses travaux sont à l'origine de la notion de caractéristique utilisée pour les écoulements supersoniques et des méthodes numériques modernes (1860)[19].
- Hermann von Helmholtz
  - établit l'équation de Helmholtz de conservation de la vorticité (1858)[20] ;
  - avec Kelvin explique l'instabilité de Kelvin-Helmholtz de cisaillement (1868)[21].
- Adhémar Barré de Saint-Venant décrit les écoulements en canaux et rivières par les équations de Barré de Saint-Venant (1871)[22].
- William Thomson (Lord Kelvin)
  - montre le théorème de Kelvin pour la circulation du champ de vitesse dans un fluide barotrope (1868)[23] ;
  - avec Hermann von Helmholtz explique l'instabilité de Kelvin-Helmholtz de cisaillement (1871)[24] ;
  - explique l'onde de Kelvin (1879)[25], onde de gravité océanique affectée par la rotation terrestre.
- William Rankine (1870)[26] et Pierre-Henri Hugoniot (1889)[27] établissent indépendamment les relations de Rankine-Hugoniot pour les discontinuités dans un écoulement.
- Osborne Reynolds
  - met en évidence l'influence de la viscosité dans les écoulements au travers du nombre de Reynolds (1883)[28],
  - introduit la moyenne de Reynolds pour les écoulements turbulents (1895)[29].
- Maurice Couette donne la solution d'un écoulement visqueux entre deux plaques (écoulement de Couette) (1890)[30] et met au point le premier viscosimètre à rotation en même temps que Arnulph Mallock (1888)[31].
- John William Strutt Rayleigh
  - démontre l'équation de  Rayleigh pour la stabilité des écoulements non visqueux (1895)[32] ;
  - explique (1916)[33] l'instabilité de Rayleigh-Bénard mise en évidence expérimentalement par Henri Bénard (1901)[34].
- Joseph Boussinesq
  - introduit l'hypothèse de Boussinesq pour la turbulence (1877)[35],
  - propose l'approximation de Boussinesq pour des écoulements quasi-parallèles avec force de flottaison rencontrés en géophysique (1897)[36].

## Première moitié duXXesiècle

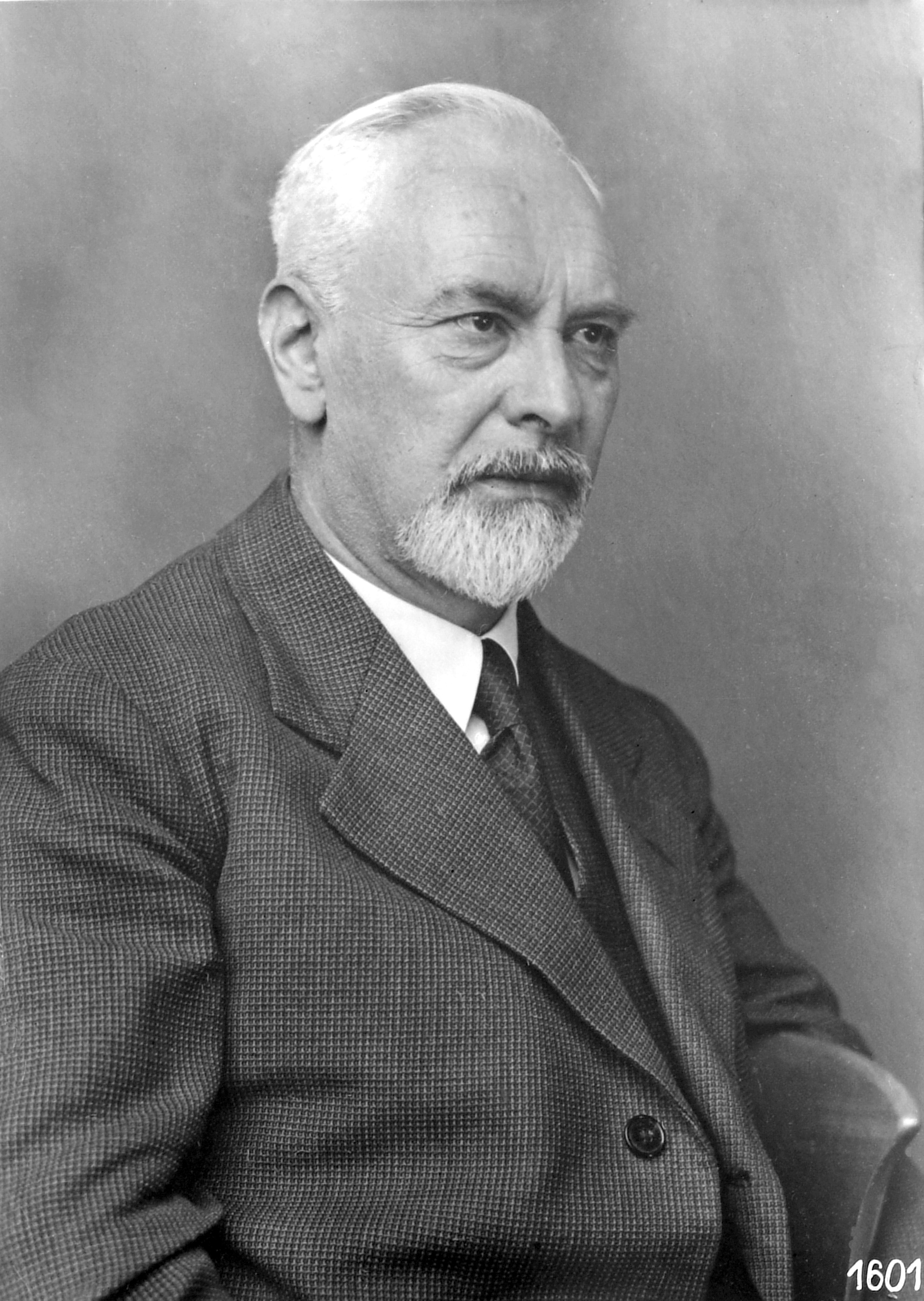
Ludwig Prandtl

Cette partie de l'histoire prolonge le siècle précédent en s'accompagnant d'un grand développement des moyens expérimentaux. On remarque le lien qui apparaît avec la physique statistique.
- Wilhelm Bjerknes introduit la prédiction scientifique de la météorologie et les équations primitives atmosphériques (1904)[37].
- Ludwig Prandtl
  - crée la notion de couche limite (1904)[38] ;
  - donne les propriétés des écoulements supersoniques avec son élève Theodor Meyer (détente de Prandtl-Meyer, 1913)[39],
  - introduit la longueur de mélange pour les écoulements turbulents (1925)[40].
- Heinrich Blasius est connu pour ses travaux sur la couche limite (équation de Blasius, 1907-1910)[41],[42].
- William McFadden Orr (1907)[43],[44] et Arnold Sommerfeld (1908)[45] introduisent l'équation de Orr-Sommerfeld pour la stabilité des couches limites.
- Nikolaï Joukovski[46] et Martin Wilhelm Kutta[47] établissent le théorème de Kutta-Jukowski permettant le dessin efficace d'une aile d'avion (1910).
- Carl Wilhelm Oseen
  - établit les équations de Stokes-Oseen (1910)[48] ;
  - donne des solutions non régulières des équations de Navier-Stokes (1911-1912)[49],[50] ;
  - donne la force s'exerçant sur une particule dans un écoulement instationnaire (équation de Basset–Boussinesq–Oseen, 1927)[51].
- Sydney Chapman (1916)[52] et David Enskog (1917)[53] font le lien entre le niveau microscopique décrit par l'équation de Boltzmann le niveau continu décrit par les équations de Navier-Stokes (méthode de Chapman-Enskog).
- Theodore von Kármán est l'auteur de nombreux travaux sur les couches limites, en particulier les méthodes intégrales (1921)[54].
- Geoffrey Ingram Taylor est l'auteur de divers travaux sur les instabilités
  - Instabilité de Taylor-Couette (1923)[55] ;
  - Instabilité de Rayleigh-Taylor (1950)[56] ;
  - instabilité de Saffman-Taylor (1958)[57].
- Andreï Kolmogorov décrit la cascade turbulente (1941)[58],[59],[60],[61].
- Jean Leray prouve l'existence de solutions non nécessairement régulières des équations de Navier-Stokes (1934)[62].

## Depuis les années 1960
Le développement du calcul numérique sur les machines entraîne une véritable révolution du domaine de la mécanique des fluides. Certaines branches de la physique comme la météorologie, la climatologie, la géophysique ou l'astrophysique connaissent un progrès fulgurant. Des industries comme l'aéronautique ou la construction navale voient leurs méthodes totalement modifiées. L'expérience bénéficie des méthodes de métrologie optique.
- Serguey Godounov introduit un solveur de Riemann pour la méthode des volumes finis (1959)[63]. Celui-ci sera à la base d'une nombreuse lignées de solveurs aujourd'hui employée dans les codes de calcul.
- Joseph Smagorinsky décrit le modèle de simulation des grandes échelles de la turbulence (1963) [64].
- Stephen Whitaker démontre la loi de Darcy par prise de moyenne volumique à partir de la loi de Stokes (1966)[65].
- Brian Launder et William P. Jones mettent au point une méthode de modélisation aujourd'hui classique : la méthode k - ε (1972)[66].

## Ouvrages
- (en) Olivier Darrigol, Worlds of Flow. A History of Hydrodynamics from the Berboulli's to Prandtl., Oxford University Press, 2005, 356 p. (ISBN 978-0-19-856843-8, lire en ligne)
- (en) Alex D. D. Craik, « The Origins of water Wave Theory », Annual Review of Fluid Mechanics, vol. 36,‎ 2004, p. 1-28 (lire en ligne)
- (en) G. A. Tokati, A History and Philosophy of Fluid Mechanics, New York, Dover Publications, 1994, 241 p. (ISBN 0-486-68103-3, lire en ligne)
- Georges Bouligand, « L'œuvre d'Euler et la mécanique des fluides au XVIIIe siècle », Revue d'histoire des sciences, vol. 13, no 2,‎ 1960, p. 105-113 (lire en ligne)
- (en) Demetrios Christodoulou, « The Euler Equations of Compressible Flows », Bulletin of the American Mathematical Society, vol. 44, no 4,‎ 2007 (lire en ligne)
- Marie Farge, « L'évolution des idées sur la turbulence  1870-1970 », sur Conférence donnée au Palais de la Découverte
- Pierre-Louis Viollet, Jean-Paul Chabard, Pascal Esposito et Dominique Laurence, Mécanique des fluides appliquée, Presses de l'école nationale des ponts et chaussées, 1998 (ISBN 2-85978-301-6, lire en ligne)